# E20 (trasa europejska)

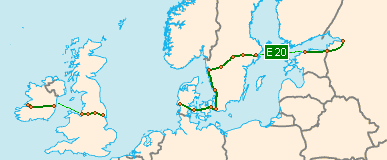
Przebieg trasy E20 (przerywaną linią zaznaczono przeprawy promowe)

E20 – trasa europejska bezpośrednia zachód-wschód, podstawowa (kategorii A). Zaczyna się na lotnisku Shannon w Irlandii, kończy się w Petersburgu w Rosji. Na trasie znajdują się dwa płatne mosty. Łączna długość trasy wynosi 3164 km.

## Przebieg trasy
- Irlandia: Lotnisko Shannon – Limerick – Dublin
- Prom przez Kanał Świętego Jerzego
- Wielka Brytania: Liverpool — Manchester — Bradford — Leeds — Kingston upon Hull
- Bieg trasy E20 zostaje przerwany na dwie części – nie ma przeprawy promowej przez Morze Północne
- Dania: Esbjerg — Kolding — Middelfart — Nyborg — Storebæltsbroen — Korsør — Køge — Kopenhaga — Most nad Sundem
- Szwecja: Malmö — Helsingborg — Halmstad — Göteborg — Alingsås — Örebro — Arboga — Eskilstuna — Södertalje — Sztokholm
- prom przez Morze Bałtyckie
- Estonia: Tallinn — Narwa
- Rosja: Petersburg

## Stary system numeracji
Do 1985 obowiązywał poprzedni system numeracji, według którego oznaczenie E20 dotyczyło trasy: Korcza – Sofia o następującym przebiegu: Korcza – Florina – Vevi – Edessa – Saloniki – Seres – Sofia. Arteria E20 była wtedy zaliczana do kategorii „A”, w której znajdowały się główne trasy europejskie.

### Drogi w ciągu dawnej E20
Lista dróg opracowana na podstawie materiału źródłowego
| Albania  | Korça – granica z Grecją |
| Grecja   | - granica z Albanią – Vatochori - droga nr 15: Vatochori – Florina - droga nr 3: Florina – Vevi - droga nr 2: Vevi – Edessa – Giannitsa – Saloniki - droga nr 12: Saloniki – Lefkonas - droga nr 63: Lefkonas – granica z Bułgarią |
| Bułgaria | - droga nr 2: granica z Grecją – Marikostinowo - droga nr 1: Marikostinowo – Błagojewgrad - droga nr 1: Błagojewgrad – Stanke Dimitrow – Sofia                                                                                     |

## Galeria

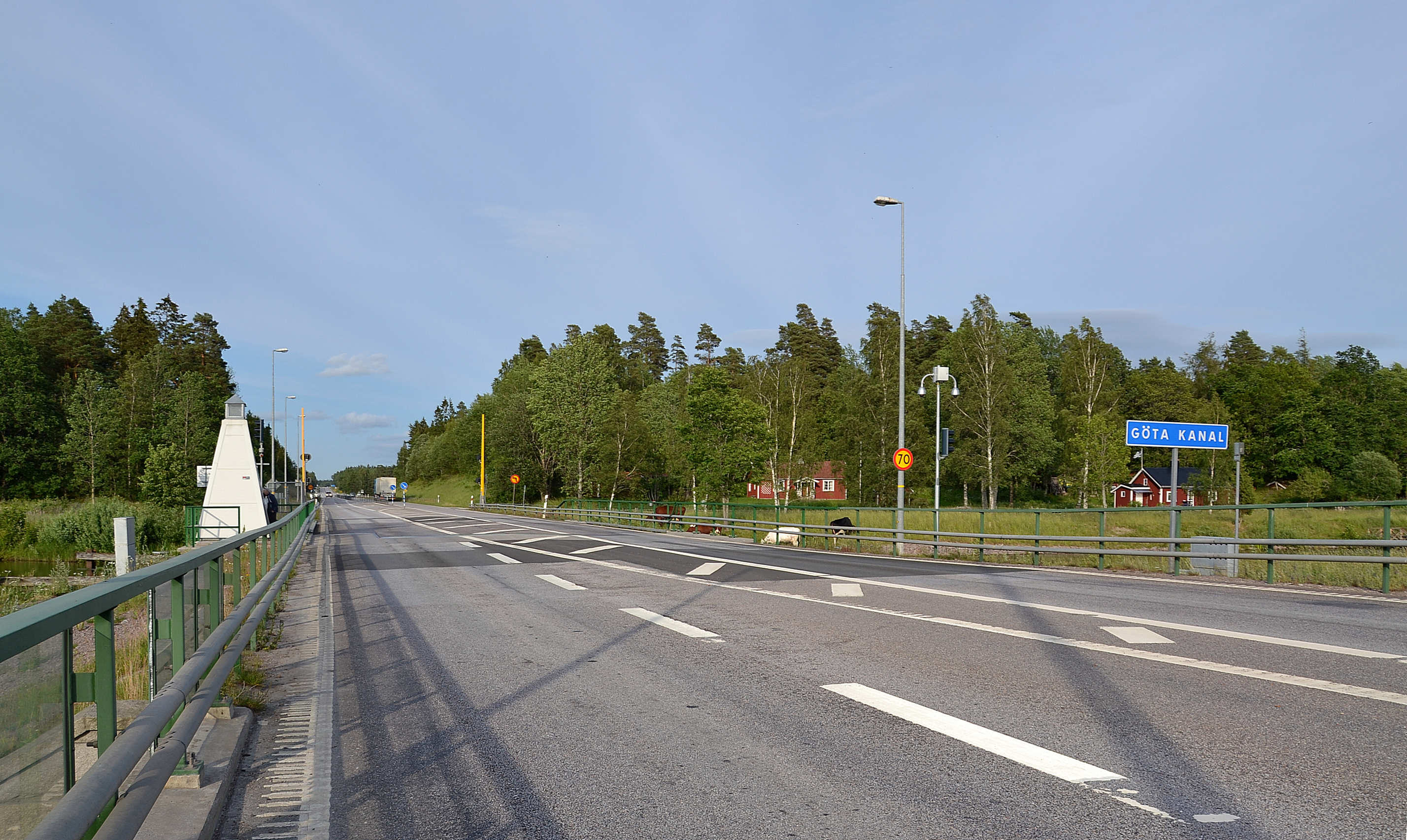
E20 i ruchomy most nad Kanałem Gotyjskim (Szwecja)
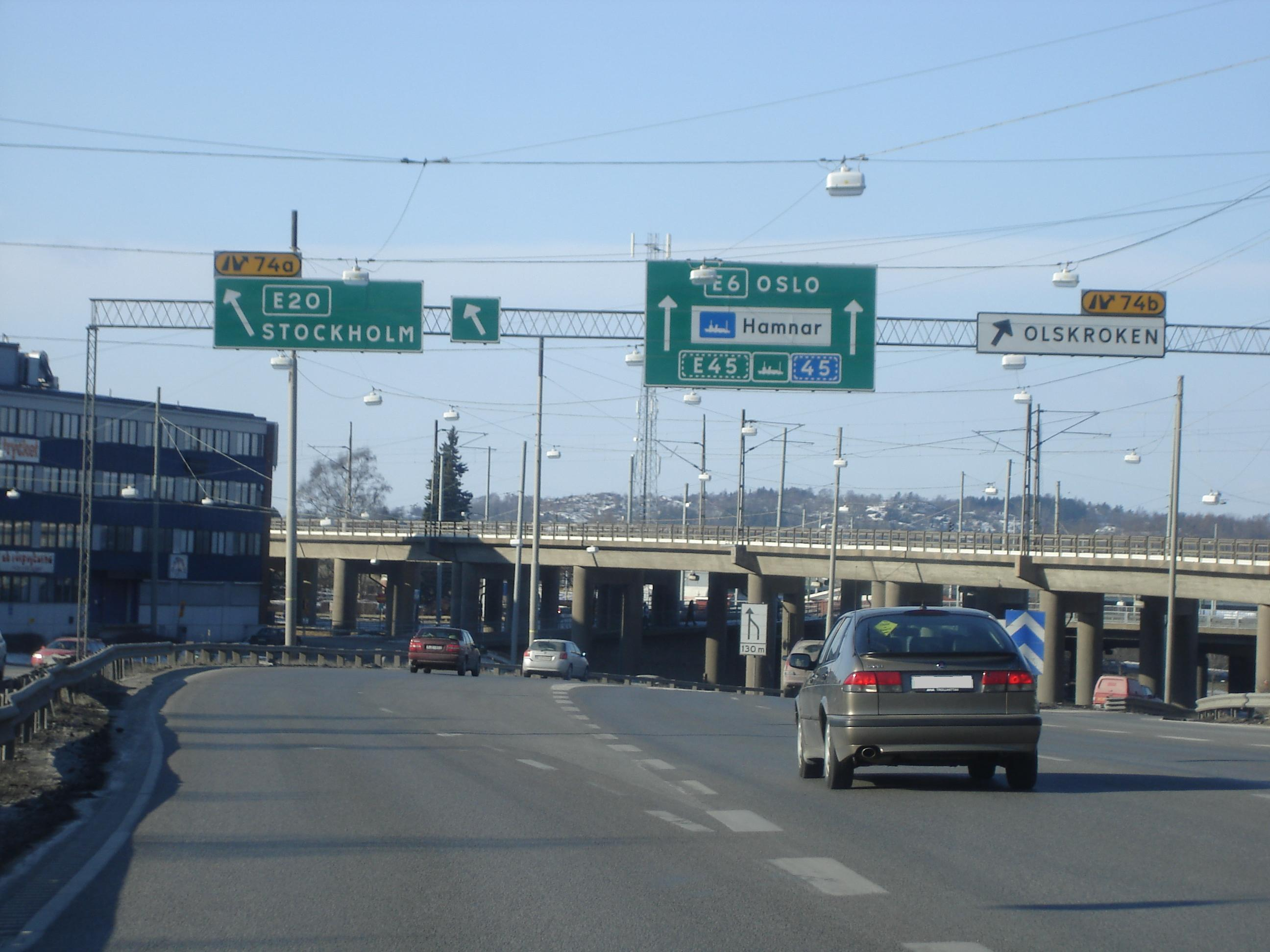
Skrzyżowania tras europejskich E20 i E6 w Göteborgu (Szwecja)
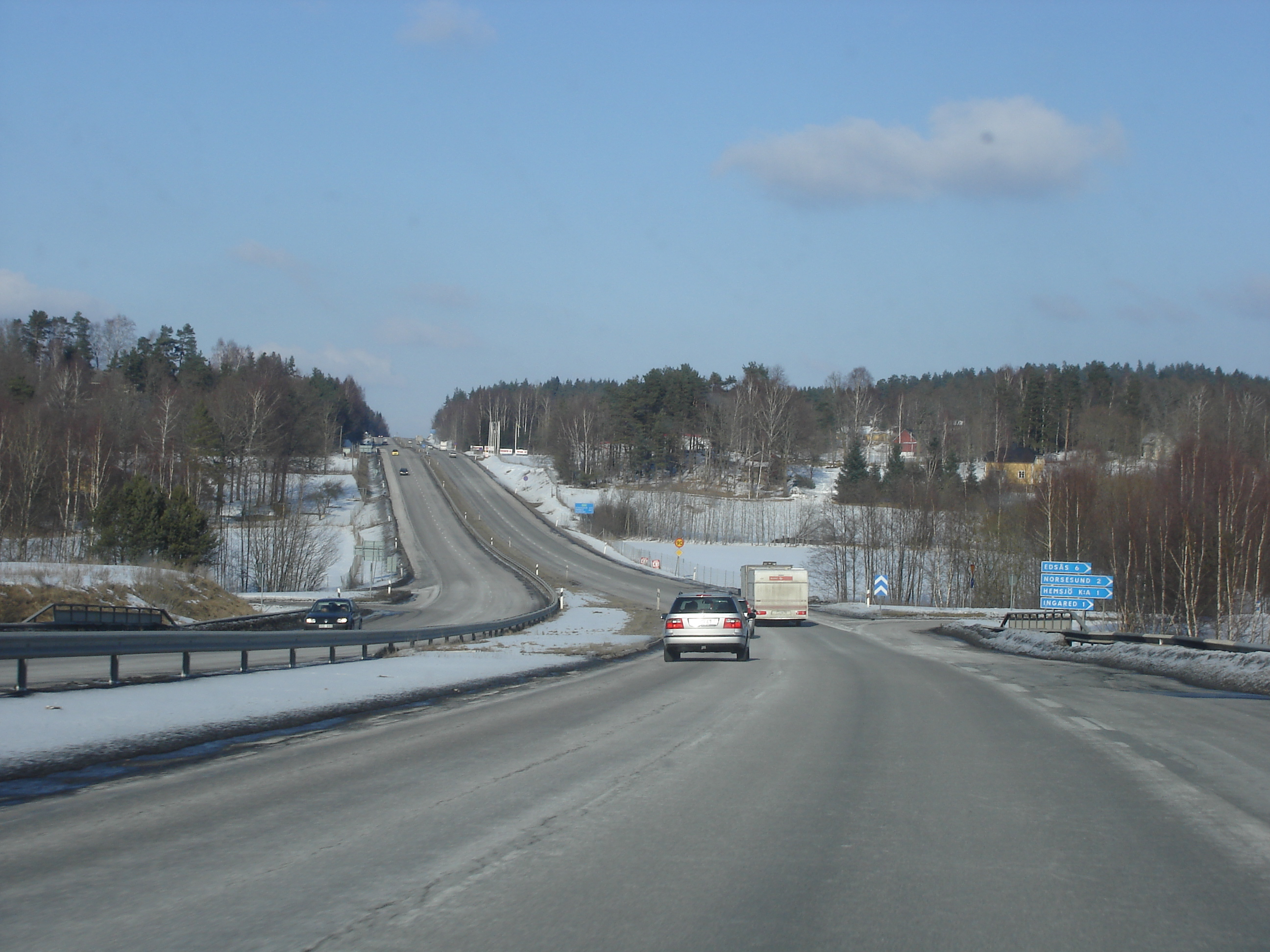
E20 na odcinku Göteborg – Alingsås (Szwecja)
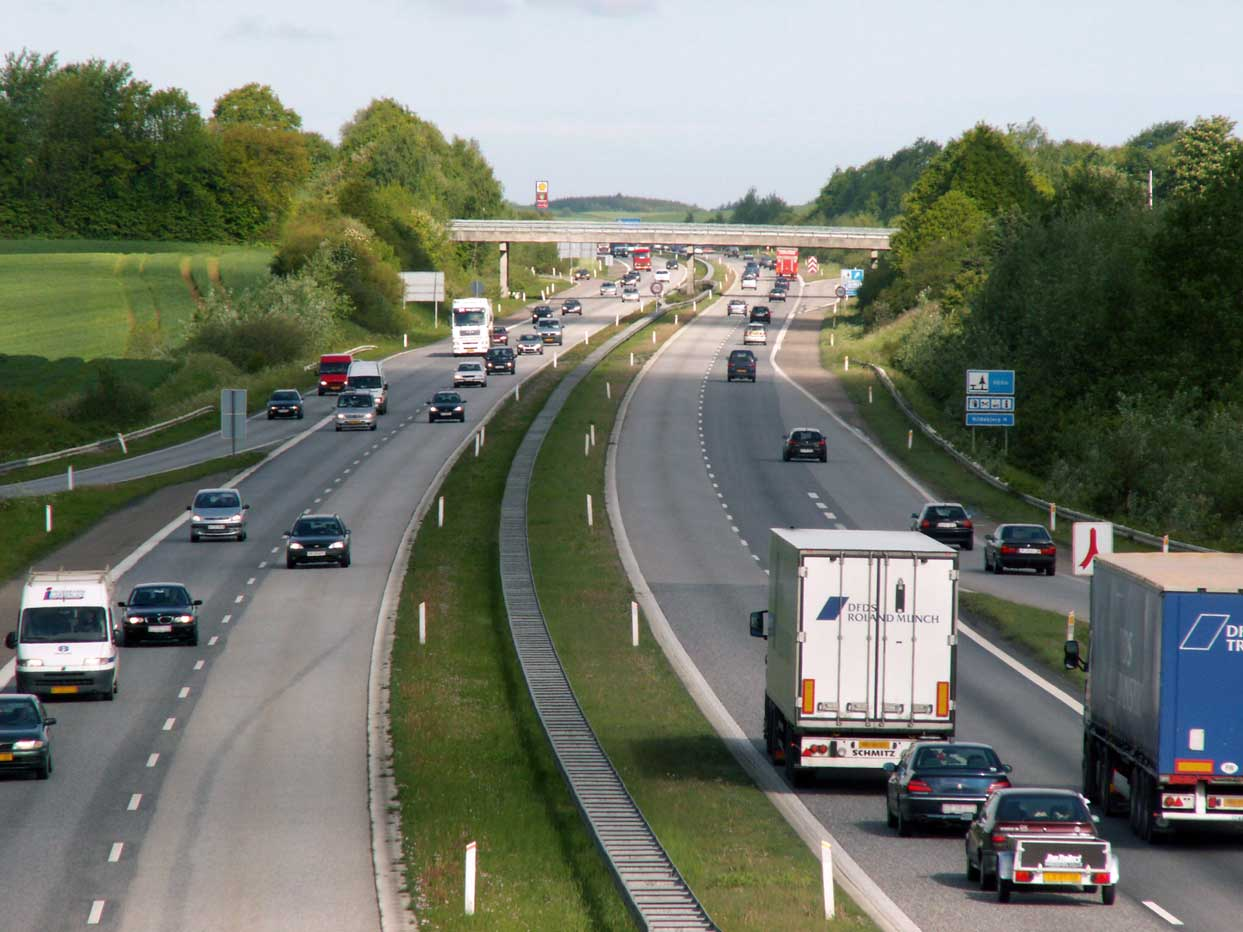
Odense (Dania)